# Frans Kellendonk
Franciscus Gerardus Petrus (Frans) Kellendonk  (geboren 7. Januar 1951 in Nijmegen; gestorben 15. Februar 1990 in Amsterdam) war ein niederländischer Schriftsteller und Übersetzer.

## Leben
Frans Kellendonk hatte drei Schwestern und wuchs in Nijmegen auf. Er studierte Anglistik an der Universität Nijmegen und nach dem Staatsexamen 1972 an der Universität Birmingham. Er wurde 1975 mit einer Dissertation über die englischen Verleger des 17. Jahrhunderts John und Richard Marriot promoviert.
Kellendonk übersetzte 1975 den Roman The Wanderers von Richard Price. Unter den weiteren von ihm übersetzten Autoren waren Joseph Brodsky, John Fowles, Henry James, Gayl Jones, Rudyard Kipling, Wyndham Lewis, Robert David MacDonald, Thomas de Quincey und Laurence Sterne, 1989 folgte der Roman Wuthering Heights von Emily Brontë. Er nahm Lehraufträge an den Universitäten Utrecht, Amsterdam und Leiden wahr. 
Kellendonk schrieb Romane, Kurzgeschichten und Essays. 1986 erschien mit dem Roman Mystiek Lichaam (Mystischer Leib) ein seinerzeit politisch umstrittenes Werk. Kellendonk erhielt den Anton-Wachter-Preis sowie den Ferdinand-Bordewijk-Preis und wurde für den AKO Literatuurprijs nominiert. Kellendonk infizierte sich mit dem HI-Virus und starb im Alter von 39 Jahren 1990 an den Folgen von AIDS.
Der Verlag J. M. Meulenhoff gab 1992 die Werkausgabe (Het complete werk) heraus. 1993 wurde vom Frans Kellendonk Fonds der Frans-Kellendonk-Preis eingerichtet.

## Schriften
- Bouwval. Erzählungen. 1977
- John & Richard Marriott. The history of a seventeenth century publishing house. Dissertation, 1978
- De nietsnut. Een vertelling. 1979 (Novelle)
- Letter en geest. Een spookverhaal. 1982 (Roman)
  - Buchstabe und Geist : eine Spukgeschichte. Übersetzung und Nachwort Rainer Kersten. Düsseldorf : Lilienfeld, 2016
- Namen en gezichten. 1983 (Erzählung über den Tod Thomas Chattertons)
- Het werk van de achtste dag. Over de verhalen van F. Bordewijk. Essay, 1985
- Hier schiet elk woord wortel. Amerikaanse reisbrief aan Ernst Braches. 1985
- Mystiek lichaam. Een geschiedenis. Roman. Amsterdam : Meulendorff, 1986
- Muren. (Erzählung) 1986
- De veren van de zwaan. (Essays) 1987
- Geschilderd eten. (Essay) 1988
- De halve wereld. (Reportagen) 1989
- Het complete werk. Amsterdam : Meulendorff, 1992